# Muirchú
Муирьху (ирл. Muirchú, «морская гончая») — вооружённая паровая яхта, первый корабль в составе военно-морских сил Ирландии. Ранее была известна как яхта КВМС Великобритании под названием HMY Helga («Хельга»), участвовавшая в обстреле Либерти-холла в Дублине в 1916 году во время Пасхального восстания. Приобретена Ирландским Свободным государством в 1923 году, в 1947 году была выведена из состава флота и готовилась к утилизации, но затонула у побережья графства Уэксфорд.

## История
Яхта под названием «Хельга II» (англ. Helga II) была построена в 1908 году на дублинской верфи Лиффи (англ. Liffey Dockyard) по заказу Министерства сельского хозяйства и технических инструкций Ирландии (англ. Department of Agriculture and Technical Instruction for Ireland). Её спустили на воду 16 мая 1908 года. Она использовалась в качестве исследовательского судна, оснащённого специализированным оборудованием для нужд учёных-исследователей моря, а позже и в качестве корабля охранения: у неё было даже небольшое орудие, предназначенное исключительно для предупредительных выстрелов. Интерес к кораблю подобного проекта был настолько велик, что Канада заказала два корабля похожей конструкции (HMCS Galiano и HMCS Malaspina).
В марте 1915 года корабль был передан в подчинение Адмиралтейству, получив вооружение и войдя в состав КВМС Великобритании в качестве вооружённой яхты. Он был оснащён 12-фунтовым морским орудием, радиооборудованием и дополнительными средствами связи; также его экипаж был специально увеличен. Наибольшую известность «Хельге» принесла бомбардировка здания Дублинского парламента во время Пасхального восстания в 1916 году. В среду 26 апреля артиллерийские орудия, установленные в Тринити-колледже, и прибывшая по реке Лиффи «Хельга» начали обстрел Либерти-холла и ряда позиций повстанцев из Ирландской гражданской армии, в том числе мельницы и улицы О’Коннела. В результате обстрела из орудий «Хельги» был разрушен весь центр Дублина, но при этом уцелел мост Луплайн, который был ориентиром для обстрела и который моряки старались не разрушить. Позже драматург Бернард Шоу с горькой иронией говорил, что даже во Франции во время Первой мировой войны не было таких разрушений, какие наблюдались в Дублине после подавления Пасхального восстания и артобстрела из орудий «Хельги».
Иногда утверждается, что в 1918 году «Хельга» артиллерийским огнём потопила подводную лодку Кайзерлихмарине у побережья острова Мэн. В том же году она участвовала в спасении экипажа с торпедированного судна RMS Leinster, подняв из воды 90 человек из 517 бывших на борту.
Во время ирландской войны за независимость, когда многие дороги были блокированы ирландскими вооружёнными формированиями, «Хельга» занималась транспортировкой британских войск между районами боевых действий. В частности, она перебрасывала специальных сотрудников Королевской ирландской полиции (так называемых «чёрно-пегих») в то время, когда большинство дорог на острове контролировались ИРА.
7 августа 1923 года корабль был приобретён Ирландским свободным государством и получил имя «Муирьху» (ирл. Muirchú, букв. «морская гончая»), под которым стал нести службу по охране побережья и рыболовецких промыслов. Максимальная скорость корабля составляла 15 узлов, и он едва мог обогнать рыболовные траулеры. До середины 1930-х годов на борту «Муирьху» вообще не было оружия, и офицеры вынуждены были иногда идти на хитрость и создавать муляжи орудий. Орудия были установлены только после прямого вмешательства Имона Де Валера.
В 1939 году корабль был выведен из состава ВМС Ирландии, однако продолжал свою службу в подчинении Министерства сельского хозяйства.
Иногда название корабля Muirchú по ошибке пишут с префиксом LÉ (Long Éireannach — «ирландский корабль»), который был введён только в декабре 1946 года.

## Затопление судна
В 1947 году корабль «Муирьху» закончил свою службу: его продали компании Hammond Lane Foundry для утилизации. 8 мая того же года он отправился в Дублин для утилизации: корабль покинул сухой док города Ков и направился в Дублин, на завод компании Hammond Lane. Однако корвет так и не добрался до места назначения, затонув близ островов Солти у побережья графства Уэксфорд. О судьбе корабля писал в своих мемуарах журналист Брайан Инглис, который сопровождал его в том злополучном рейсе: для Инглиса этот репортаж стал первым, где было напрямую упомянуто его имя, поскольку он был очевидцем развернувшихся событий.
По словам Инглиса, при последнем спуске на воду корабль лишился некоторого количества заклёпок. После нескольких часов хода в носовую часть корабля стала поступать вода, из-за чего он начал крениться. Кто-то предложил развернуть корабль обратно в порт, однако это только усугубило проблему. При попытке спустить шлюпку на воду она в итоге перевернулась и оказалась в вертикальном положении: пассажиры цеплялись за её сиденья как за перекладины лестницы. На помощь пассажирам пришёл местный рыболовный траулер, в то время как «Муирьху» ушёл на дно.